# 酒折宮
酒折宮（さかおりみや・さかおりのみや）は、山梨県甲府市酒折にある神社。旧社格は村社。

## 概要
『古事記』・『日本書紀』に記載される日本武尊の東征の際、行宮として設けられた酒折宮に起源をもつとされる神社である（ただし後述のように異説もある）。また、その説話にちなみ連歌発祥の地とされている。
山梨県内の神社で『古事記』・『日本書紀』に記述がある神社は酒折宮のみである。また、酒折夜雨（酒折宮の夜の雨）は甲府藩主・柳沢吉里によって甲斐八景の1つに選ばれた。

## 祭神
- 日本武尊 （やまとたけるのみこと） - 倭健命・ヤマトタケル

## 歴史

### 記紀の酒折宮伝承
行宮伝承
『古事記』・『日本書紀』（以下「記紀」）には、ヤマトタケルの東征伝承が記されている。ヤマトタケルの東征は『古事記』では尾張から相模・上総を経て蝦夷に至り、帰路は相模の足柄峠から甲斐国酒折宮へ立ち寄り、信濃倉野之坂を経て尾張へ至ったとしている。一方、『日本書紀』では尾張から駿河・相模を経て上総から陸奥・蝦夷に至り、帰路は日高見国から常陸を経て甲斐酒折宮を経由し、武蔵から上野碓日坂を経て信濃、尾張に至ったとしている。
帰路、甲斐国（現 山梨県）酒折の地に立ち寄って営んだ行宮が当社に因むとされている。行在中に尊が塩海足尼を召して甲斐国造に任じて火打袋を授け、「行く末はここに鎮座しよう」と宣言したため、塩海足尼がその火打ち袋を神体とする社殿を造営して創祀したと伝える。
記紀に記されるヤマトタケルの東征経路は、古代律令制下の官道においては往路が東海道、帰路が東山道にあたっている。また「倉野之坂」や「碓日坂」はいずれも令制国の国境に位置し、甲斐国は東海道と東山道の結節点に位置することから、酒折宮も「坂」に関係する祭祀を司っていた神社であると考えられている。

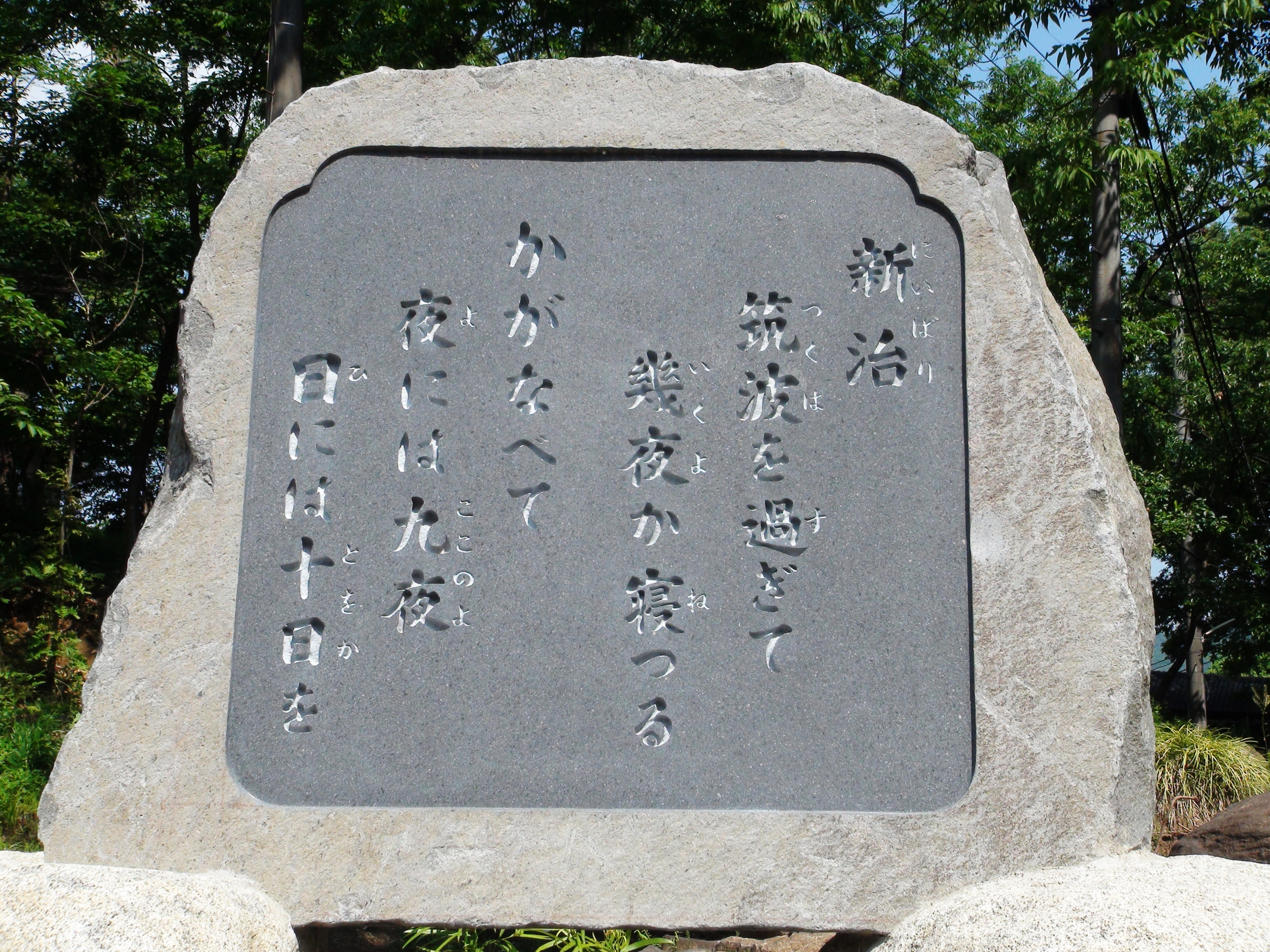
連歌発祥の由来となった連歌の石碑（2010年6月撮影）

連歌伝承
また記紀には、滞在中のある夜、尊が
「新治　筑波を過ぎて　幾夜か寝つる」
意味：常陸国（現 茨城県）の新治・筑波を出て、ここまでに幾晩寝ただろうか
と家臣たちに歌いかけたところ、家臣の中に答える者がおらず、身分の低い焚き火番の老人が
「日々（かが）並（なべ）て　夜には九夜（ここのよ）　日には十日を」
意味：指折り数えてみますと九泊十日かかりました
と答歌、尊がこの老人の機知に感嘆した伝えを載せ、『古事記』には彼を東国造に任命したと記載されている。
酒折宮伝承はこの2人で1首の和歌を詠んだという伝説が後世に連歌の発祥として位置づけられ、そこから連歌発祥の地として多くの学者・文学者が訪れる場所になった。

### 概史

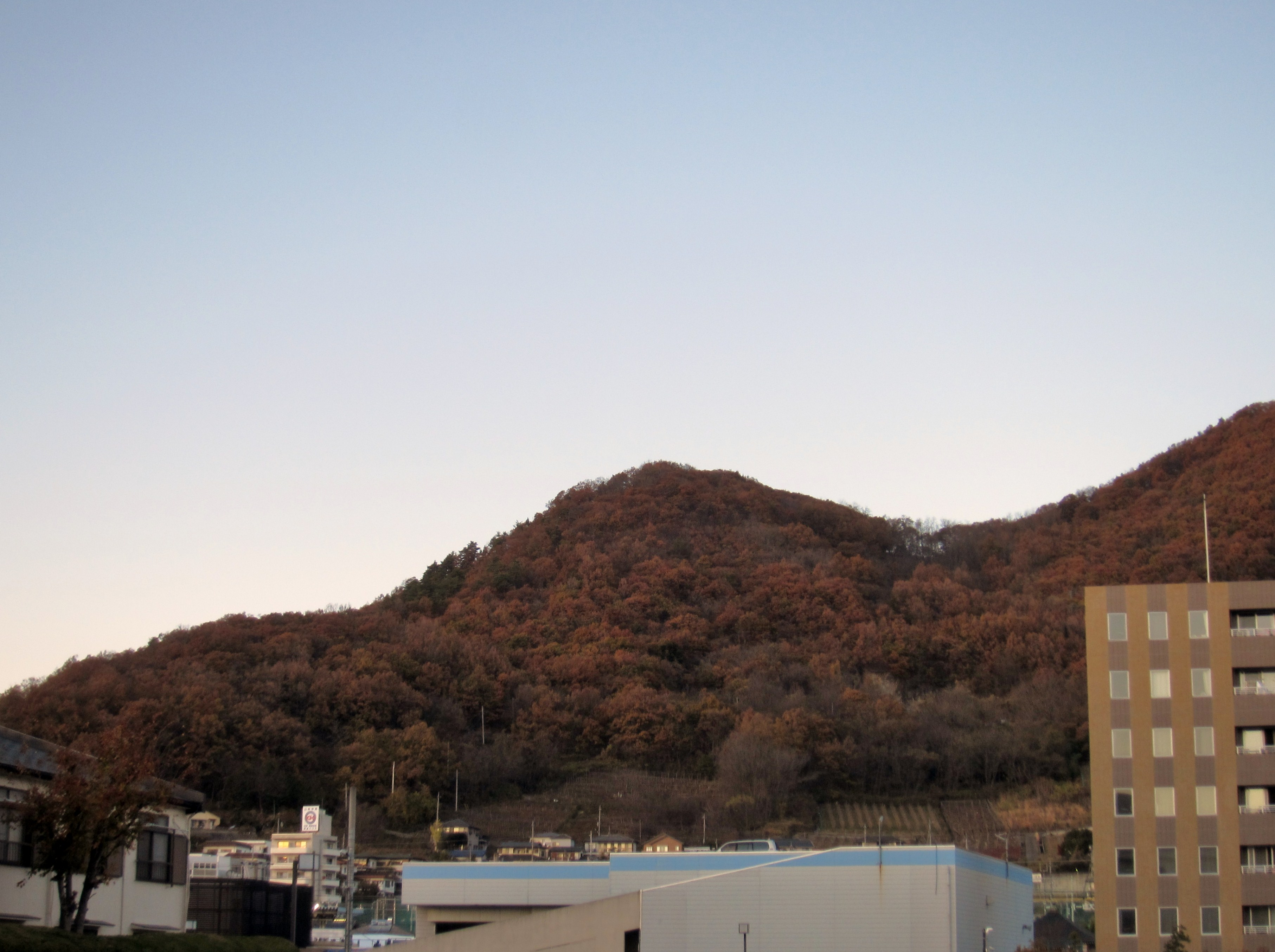
御室山（月見山）

当社は上記の酒折行宮を称しているが、その比定地には異説もある。
当社はもと御室山（通称 月見山または酒折山北緯35度40分1.0秒 東経138度35分59.5秒）の中腹、現在の古天神の場所に鎮座しており、のち現在地に遷したと伝える。御室山の山中・山麓には多くの古墳・遺跡が残っており、古来から信仰されていた様子がうかがわれる。しかしながら、当社に関する史料はほとんど残っておらず、伝承の酒折宮との関係性も定かではない。
酒折宮由来書によれば、武田氏滅亡後の織田氏の時代にそれまでの社領200石を取り上げられ、神官が苦しさを嘆いた様子が記されている（その後社領安堵があったかは不明）。
江戸時代に『甲斐国志』をはじめ現在の酒折宮を記紀に記される「酒折宮」に比定する認識が広まり、連歌発祥の地としても注目された。甲斐における名所の1つとして多くの文人らが来訪し、貞享3年（1686年）には俳人大淀三千風が来訪しているほか、『甲斐叢書』など地誌類においても記録されている。また、絵画作品では土佐光起『酒折宮連歌図』などの作品が描かれて、歌川広重『甲州日記』においてもスケッチが記されている。
明治初年（19世紀中葉から後葉）に近代社格制度において村社に列した。

### 酒折宮伝承の解釈

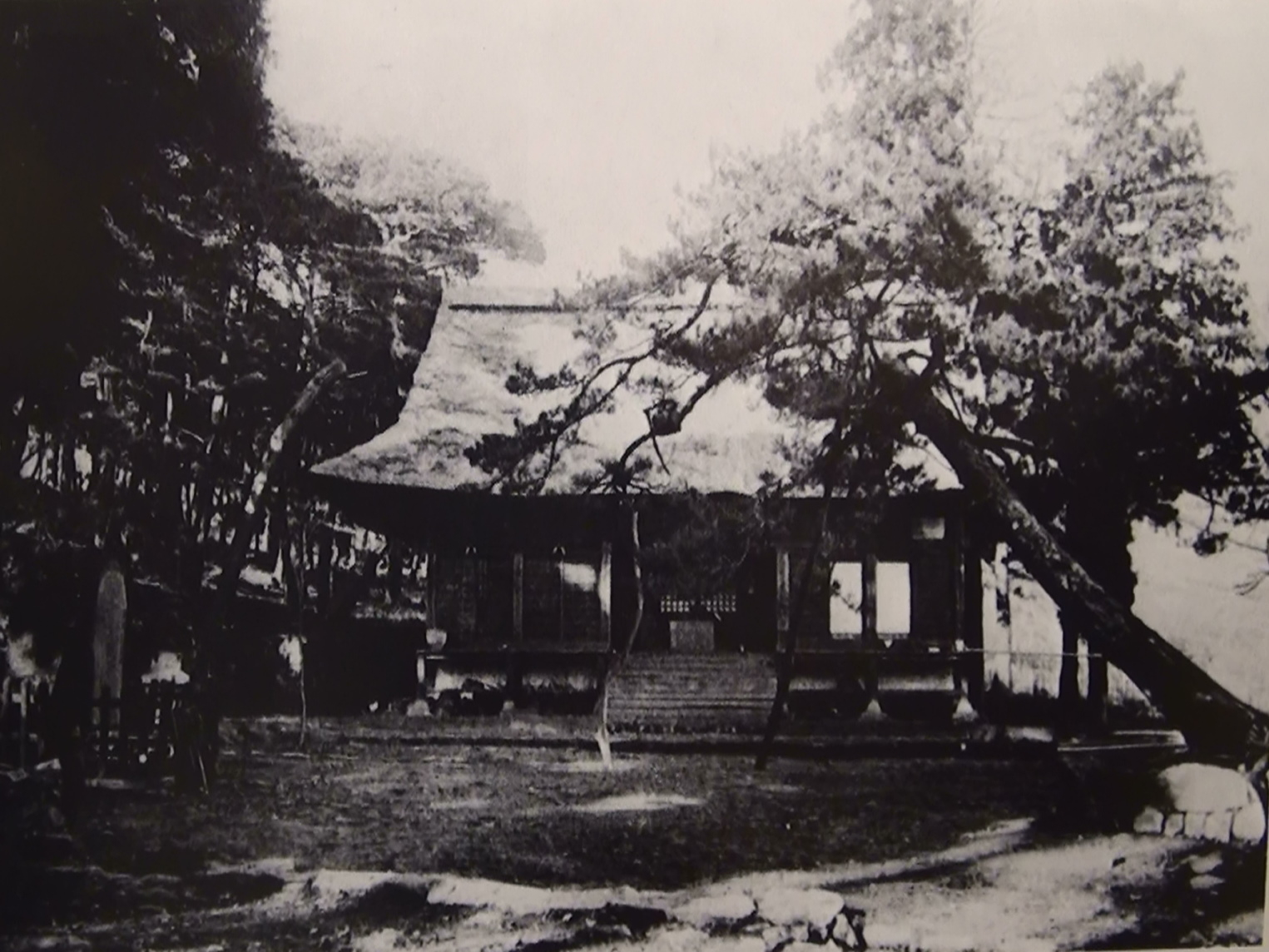
明治44年（1911年）頃撮影の酒折宮。この社殿は大正6年（1917年）に焼失した。

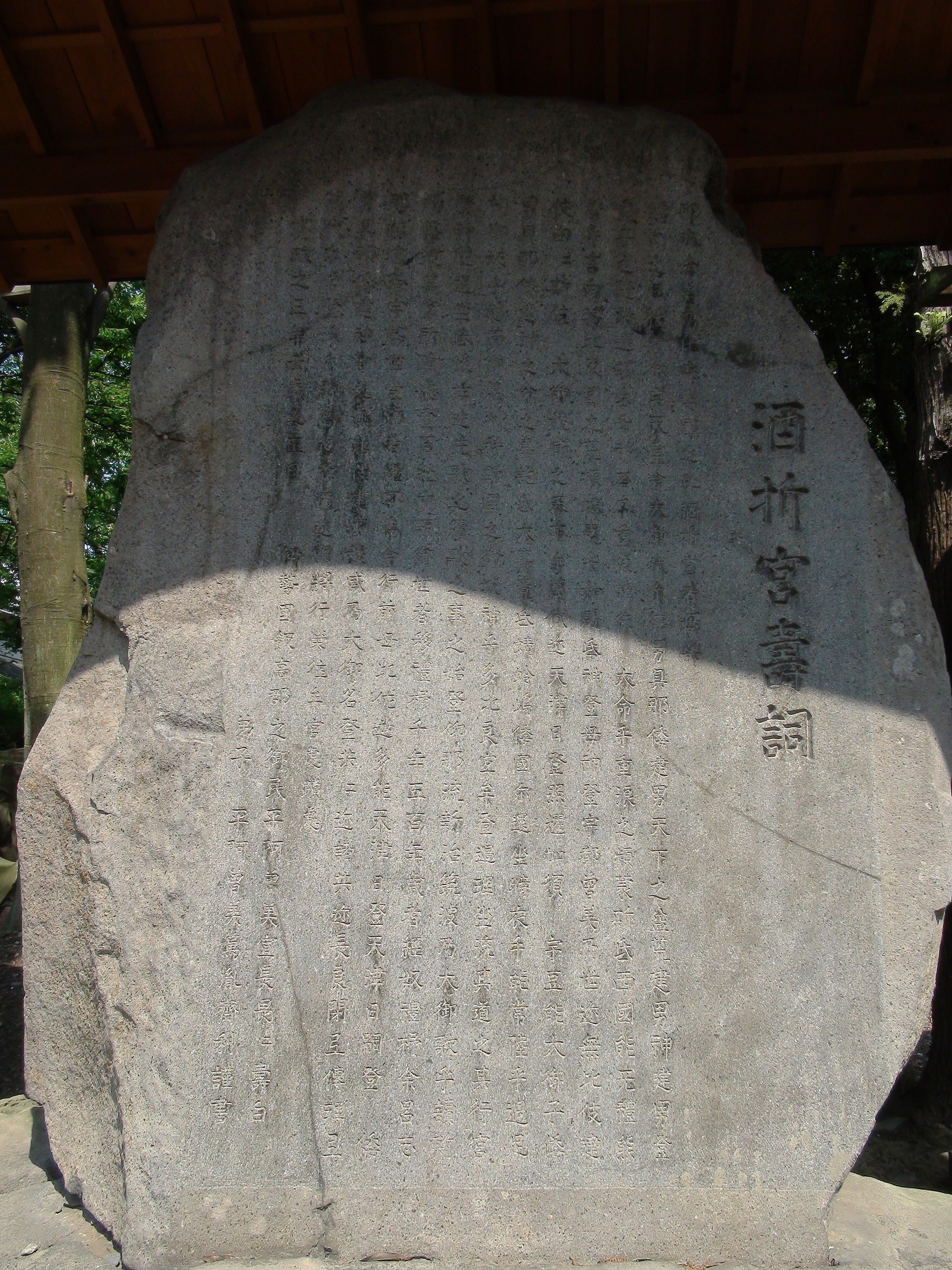
本居宣長撰文による平田篤胤書の酒折宮寿詞（2010年6月撮影）

酒折宮に関するヤマトタケル伝承は、同じく記紀において雄略天皇期から奈良時代に甲斐国から朝廷に駿馬の貢馬が行われていたとする甲斐の黒駒伝承と並び、古代甲斐と畿内政権との関わりを示すものとして重要視されている。戦後には磯貝正義・原秀三郎・大隅清陽・宝賀寿男らによる考古・文献両面からの検討が行われている。
古墳時代から古代にかけての甲斐国において、考古学的には甲府盆地南端の曽根丘陵において弥生後期段階から東海地方の文化的影響を受け、4世紀中頃から後半代には畿内の影響を受けた前方後円墳である大丸山古墳や甲斐銚子塚古墳が出現する。その後5世紀には馬具を伴うかんかん塚古墳が築造されており後続勢力が存在しているが曽根丘陵における勢力はしだいに衰え、盆地各地に中小規模の古墳が築造される。
古代には盆地東西に勢力が出現し、甲斐国・甲斐四郡の成立においては盆地西部には渡来人が集住した巨摩郡が立評され、盆地東部には国府所在地である山梨・八代郡が成立した。現在の酒折地域を含む盆地北縁地域は巨摩郡・山梨両郡の境界に位置している。
酒折宮伝承の歴史的背景はこうした考古学的背景を前提に研究が展開されている。磯貝は古代甲斐国が畿内王権に服属していった過程を甲斐銚子塚古墳が築造された4世紀後半、かんかん塚古墳の築造・甲斐の黒駒伝承を記した雄略朝期の6世紀、さらに7世紀の大化の改新を経た段階的な服属過程を提唱した。そして、酒折宮伝承は4世紀後半以降の歴史的背景を反映し、ヤマトタケルの東征・酒折宮伝承は5世紀後半の『宋書倭国伝』に見られる毛人の五十五国平定を反映した可能性を指摘している。磯貝は5世紀後半段階で甲斐はすでに畿内政権の服従下にあり、ヤマトタケルの東征における甲斐は畿内王権の東国平定に際した前進基地であったと位置づけている。また、磯貝は現在の酒折宮を伝承地とし、記紀において記される「酒折宮」に比定する点については慎重視している。
古代甲斐の前期国府所在地とされる笛吹市春日居町には「国衙」地名や物部神社や山梨郡山梨郷に比定される山梨岡神社の存在など古代甲斐の政治的中心地であったと考えられているが、原秀三郎は記紀における「酒折」の地を春日居町域から曽根丘陵にかけての広域に比定し、酒折宮伝承の歴史的背景を甲斐銚子塚古墳の築造された4世紀後半代としている。
原は「山梨」地名が甲斐以外でも遠江国や下総国において存在し、いずれも畿内の影響を受けた前方後円墳と物部氏伝承を伴う共通点を指摘し、酒折宮伝承における御火焼老人を畿内王権に服従した甲斐銚子塚古墳の被葬者と推測した。さらにその出自を物部氏とし、酒折宮伝承やヤマトタケルの東征の歴史的背景を遠江を拠点とした物部一族が甲斐・下総へと進出する過程を反映していると説明している。
しかし、宝賀は甲斐国に見られる祭祀に御室山や大神神社など三輪氏の系統が多く、浅間神社など甲斐国造と同じく彦坐王の後裔とされる但遅麻国造・日下部氏系統も見られ、東海方面に広がる穂国造や浜名県主と同様な習俗を保有していたことを指摘している。このため宝賀は原の説に反論し、甲斐国造の系統は三輪氏・磯城県主と同族で、国造系図からもヤマトタケルの東征よりも少し早い時期（垂仁朝）に塩海足尼の父祖が甲斐国へ到来したと唱えている。
また宝賀は塩海足尼が景行朝に甲斐国造に任命されたとする国造設置時期から、ヤマトタケルの東征時に塩海足尼はまだ老人になっていなかったと指摘し、酒折宮伝承の御火焼老人を東国諸国造の祖となった建許呂命であるとしている。この場合、甲斐最古の古墳に位置づけられる大丸山古墳の被葬者は、塩海足尼の父である臣知津彦命が想定されるとしている。なお江戸時代・明治時代の系図学者である鈴木真年は、著書『日本事物原始』の中で早くに御火焼老人を建許呂命であると指摘している。
大隅清隅は「酒折」の比定地域を盆地北縁から曽根丘陵にかけての広域とする原説に対し開発年代の相違を指摘し、地域区分や交通体系の点からも成り立ちがたいと反論している。また、磯貝説に対しては現在の酒折宮が所在する盆地北縁が6世紀代の開発地域である点から、酒折宮伝承も6世紀代の歴史的背景を反映している可能性を指摘している。
大隅は「酒折」の地名に関して、江戸中期に編纂された甲斐国の総合地誌である『甲斐国志』において、近世甲斐の地域区分である九筋二領の起源を酒折の地から分岐した諸街道としている点に注目し、さらに『古事記伝』において指摘されている「酒折」の語源を境界を意味するサカ（坂、界、境）と「重なり」を意味する「オリ」としている説から敷衍し、「酒折」地名は本来的には境界を意味する「坂折」が記紀に記されるヤマトタケルの饗応を記す伝承と関係して「酒折」に変化した可能性を指摘している。
また、平川南は過所木簡や正税帳などの記録資料から古代甲斐国の交通史的位置づけを検討し、古代甲斐は律令制下における東海道と東山道を結ぶ結節点として位置づけている。大隅は平川と同様に従来の磯貝・原説などが主に政治史的観点から酒折宮伝承の歴史的背景を考察しているのに対し、盆地北縁地域の開発や古代甲斐の交通体系の観点から位置づけを試み、盆地北縁地域を意味する「酒折」の地は諸道が交差する「衢（ちまた）」であった可能性を指摘している。

## 境内

### 立地
現在の酒折宮が所在する甲府市酒折は甲府盆地の中央北縁に位置し、八人山の南麓に立地する。周辺には笛吹川支流の中小河川、濁川、十郎川、大円川が流れる。現在の甲府市街や周辺地域は盆地底部にあたり、古代律令制下では渡来人の集住により立評された巨摩郡西部・前期国府が所在する山梨郡東部に比定される。
盆地底部は河川による洪水被害を受けやすいため定住は遅れていたと考えられている。一方で微高地上を中心に古墳時代から奈良・平安時代の遺跡や遺物が見られ、酒折宮周辺においても大坪遺跡や朝毛遺跡、桜井畑遺跡、川田遺跡群など古墳・奈良平安の集落・生産遺跡が分布し、古代瓦や金銅仏など重要な遺物も出土している。また、北縁の山裾には横根・桜井積石塚古墳群など渡来人墓制である積石塚が分布している。
中世・戦国期には守護武田氏が戦国大名化し、躑躅ヶ崎館（甲府市武田）を中心とする城下町が形成された。酒折は甲府城下町の東縁に位置し、近在には甲斐善光寺や東光寺などの寺社が立地する。近世には躑躅ヶ崎館より南方の甲府城を中心とする新城下が形成され、甲府城東側には町人地である新府中が成立した。酒折は甲府城下東の入り口に位置し、酒折宮から南には城下に至る甲州街道（城東通り）および中央本線が東西に通過している。また酒折宮を起点に各国へ延びる脇街道が整備され、これらは甲斐九筋と呼ばれている。

### 社殿
奥秩父山塊から甲府盆地へ向け突き出た尾根の突端に位置し、境内は小規模なものである。

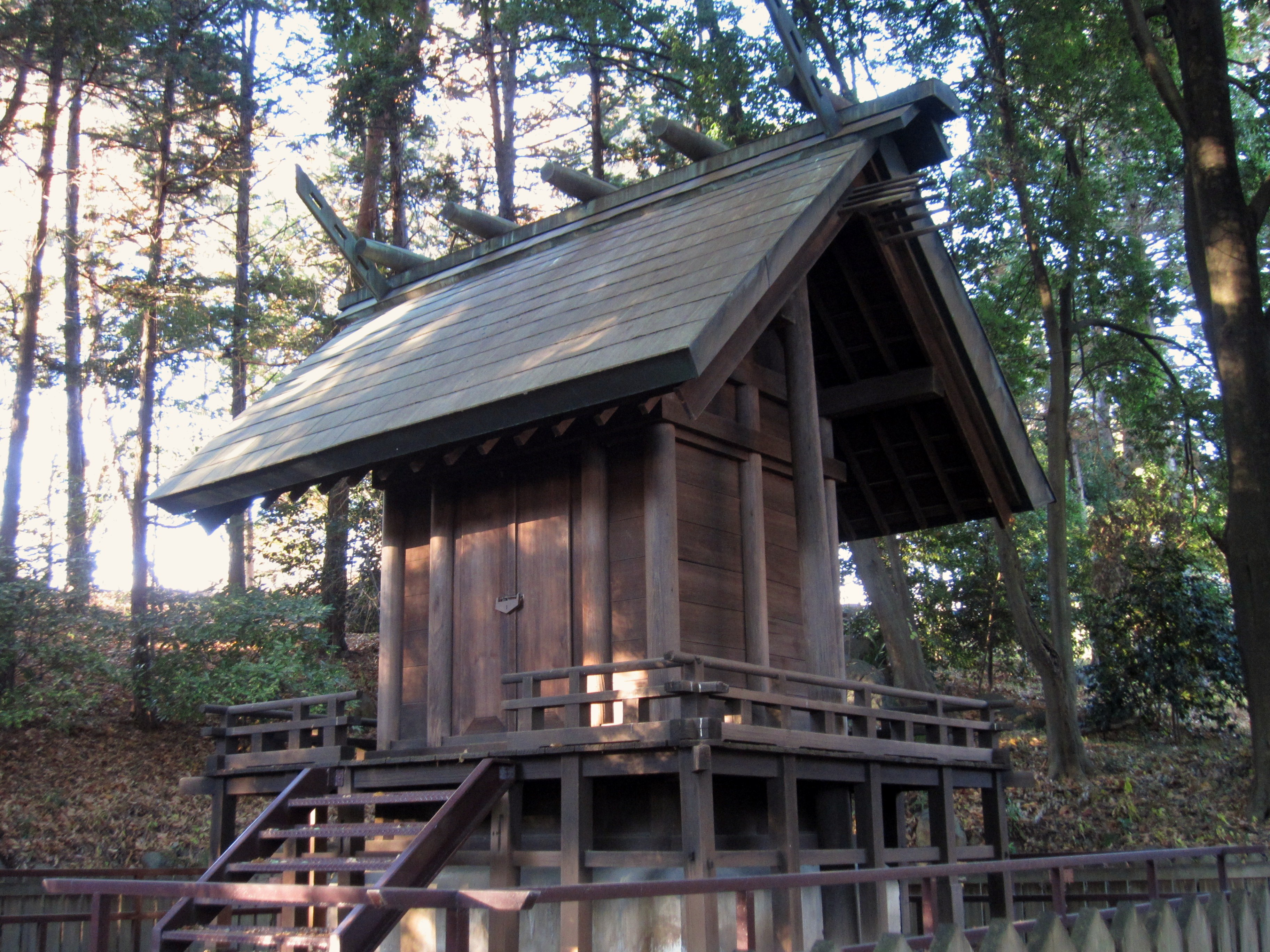
本殿 神明造。
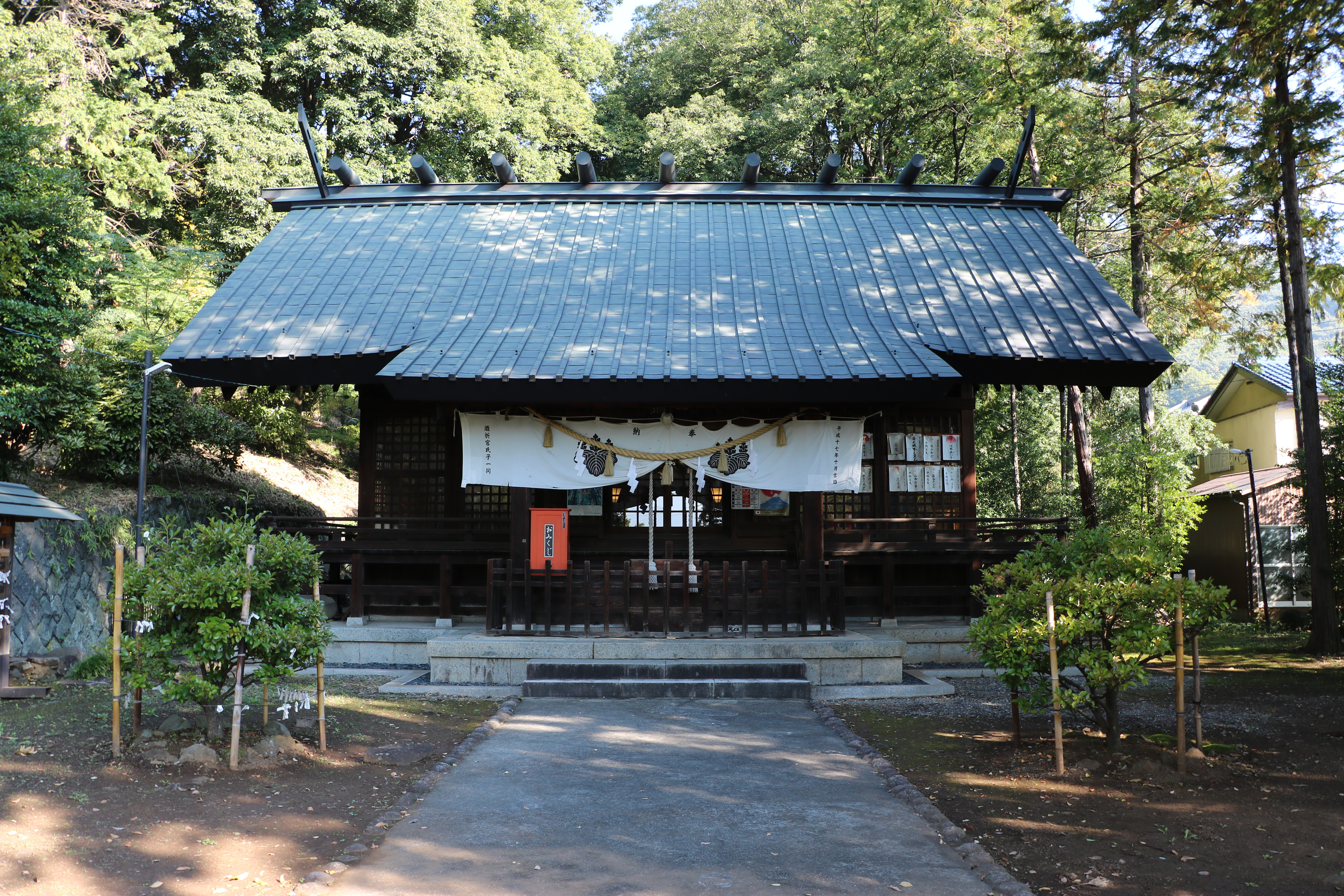
拝殿

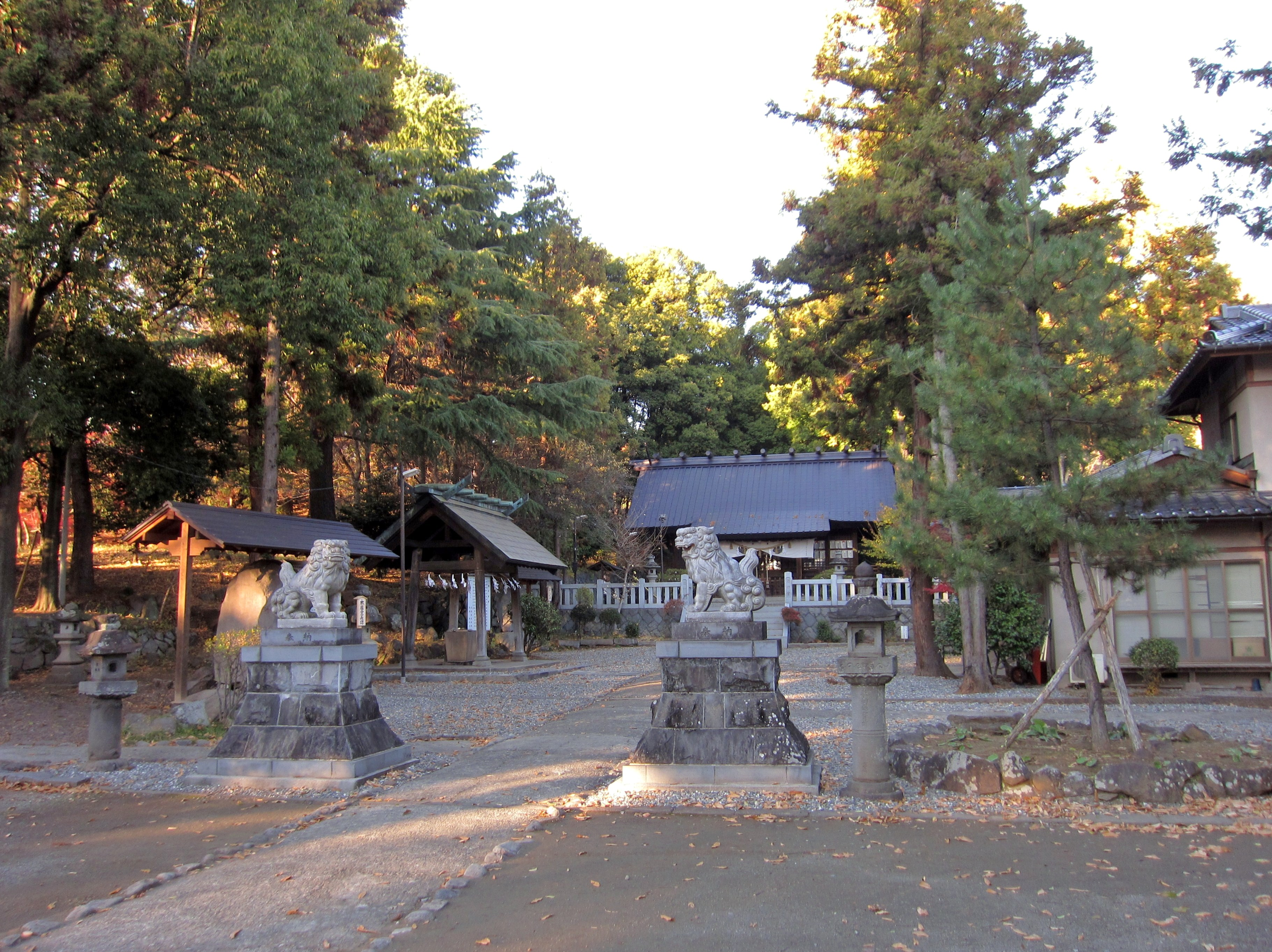
境内
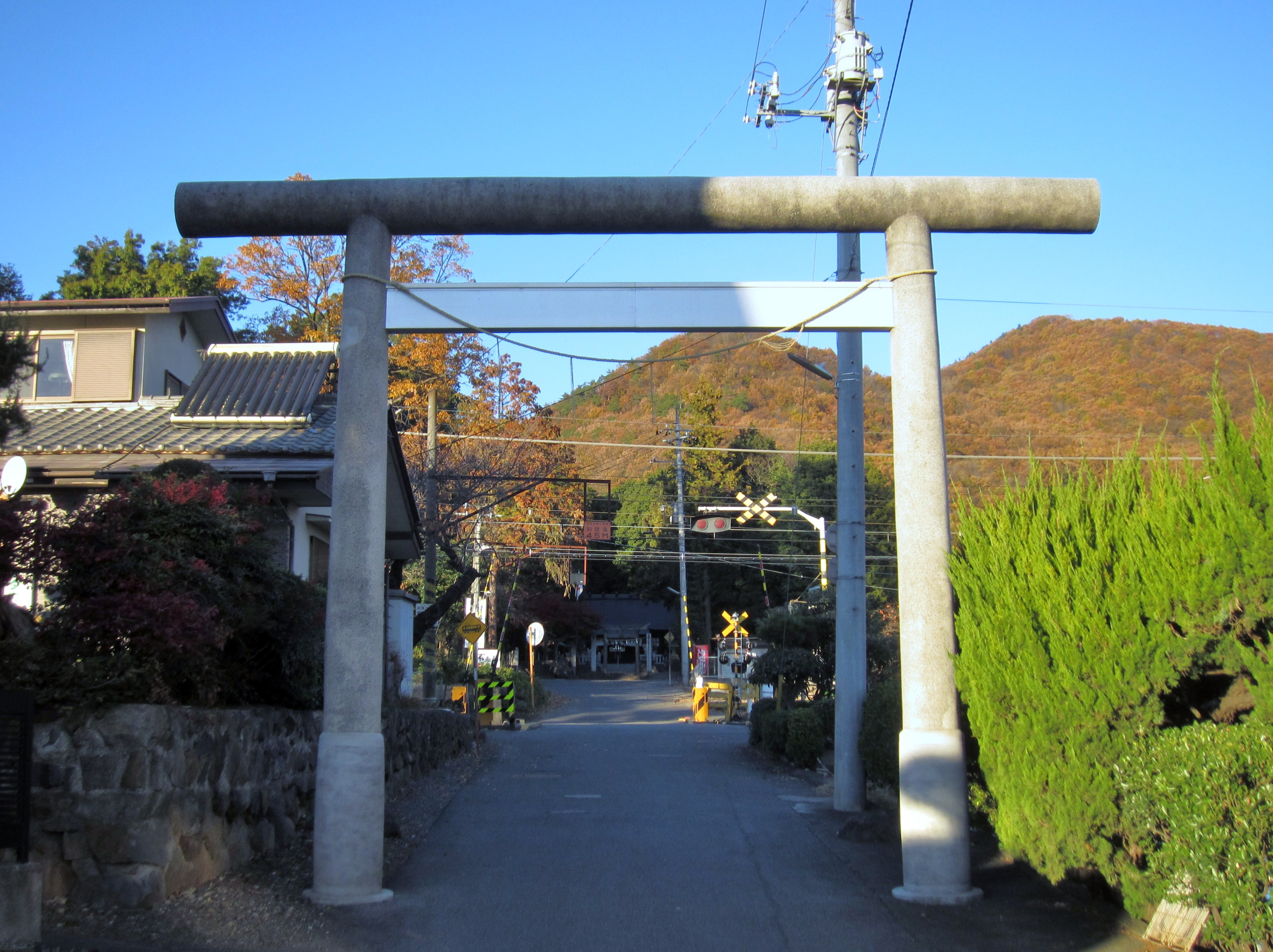
一の鳥居
手水舎

### 石碑
当社には多くの国学者、文学者が訪れた記録が残されており、1686年（貞享3年）に俳人の大淀三千風が鎌倉より訪れたものが確認できる記録では最も古い（大淀『日本行脚文集』）。大淀は駿河国から都留郡吉田（現 富士吉田市）から富士山へ登山し、駿河大宮から富士川沿いに身延山へ詣で、甲府柳町に止宿している。甲府近郊では酒折宮のほか甲斐善光寺や武田氏居館跡などを訪ね、句を読んでいる。
1762年（宝暦12年）には甲斐出身の国学者である山県大弐が、師である加賀美光章とともに社殿を造営し、この地が東征の故事に記された酒折宮旧址であるとの内容を記した碑文『酒折祠碑（しひ）』を建立した。
さらに1791年（寛政3年）、国学者の本居宣長は、甲斐在住の門弟である萩原元克に依頼され『酒折宮寿詞（よごと）』を撰文し、それから48年後の1839年（天保10年）になり平田篤胤の書によって『酒折宮寿詞』は『酒折祠碑』と並んで建立され、2つの碑文は現在も酒折宮境内に残っている。
どちらの碑も巨石にぎっしりと漢字が彫られている。特に『酒折宮寿詞』は414文字の漢字が並び、この碑文を見た作家井伏鱒二は、「まるでクイズをやらされているようなものだ」と言ったという。

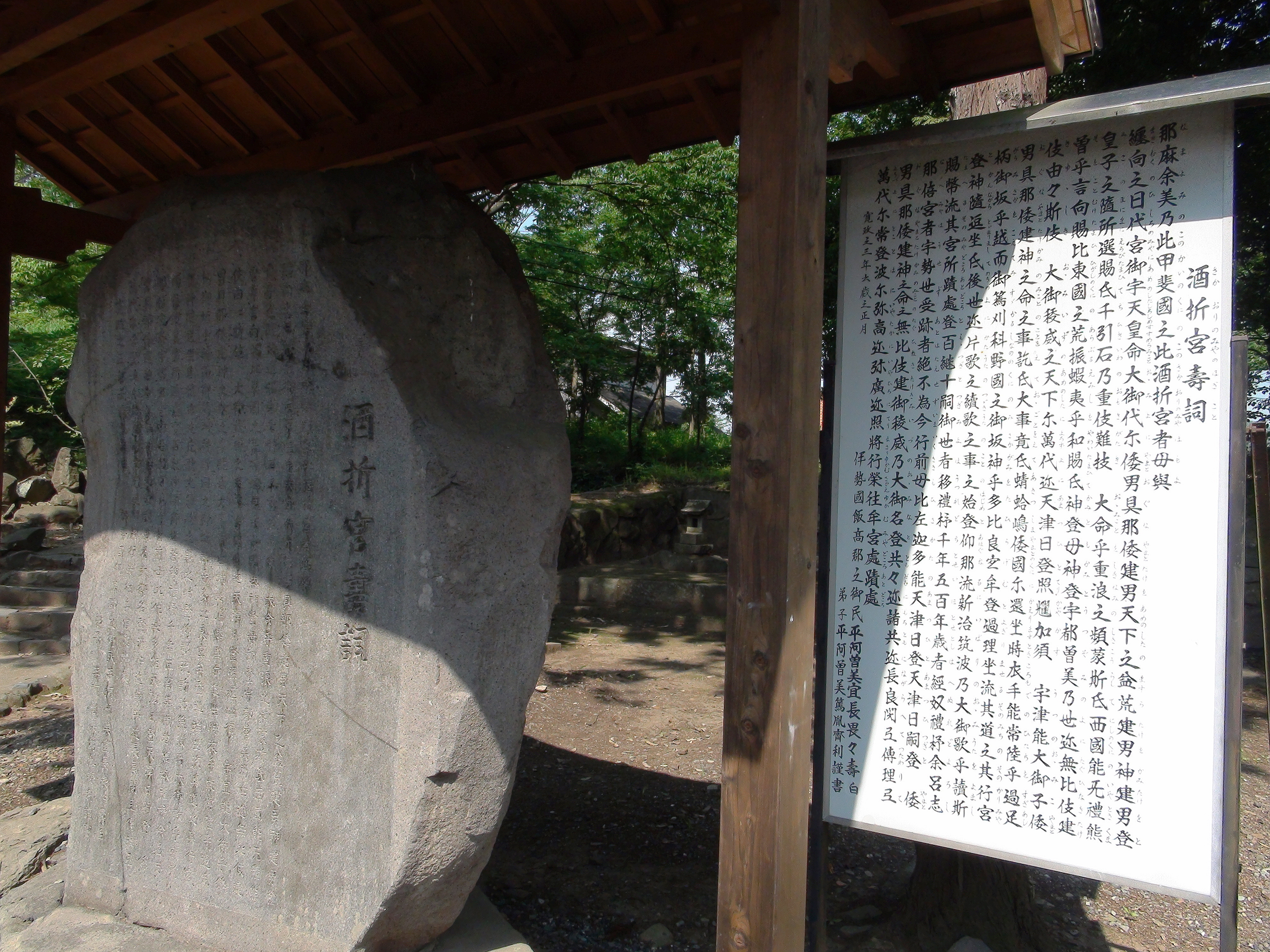
酒折宮壽詞の碑文
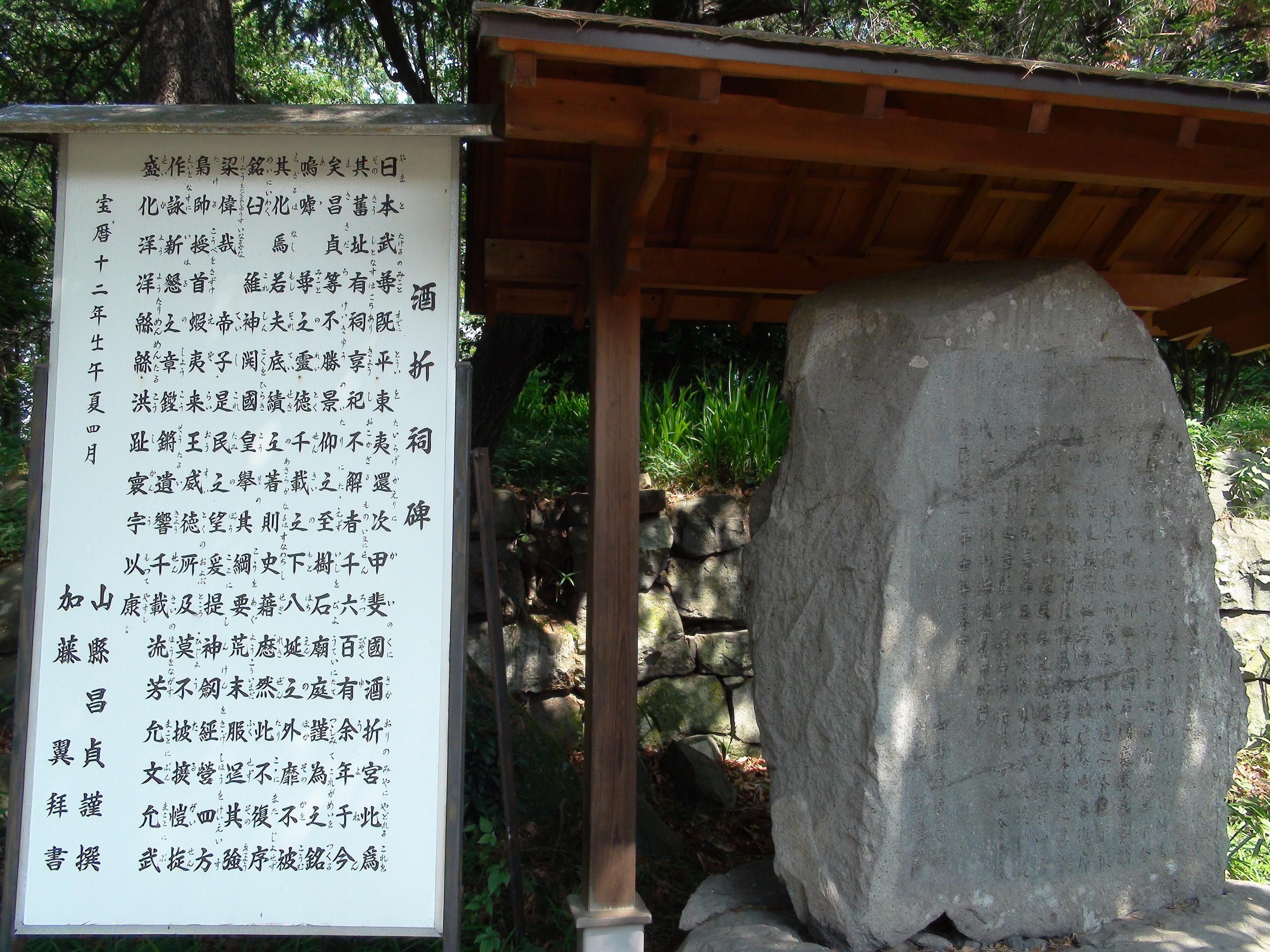
酒折宮祠碑
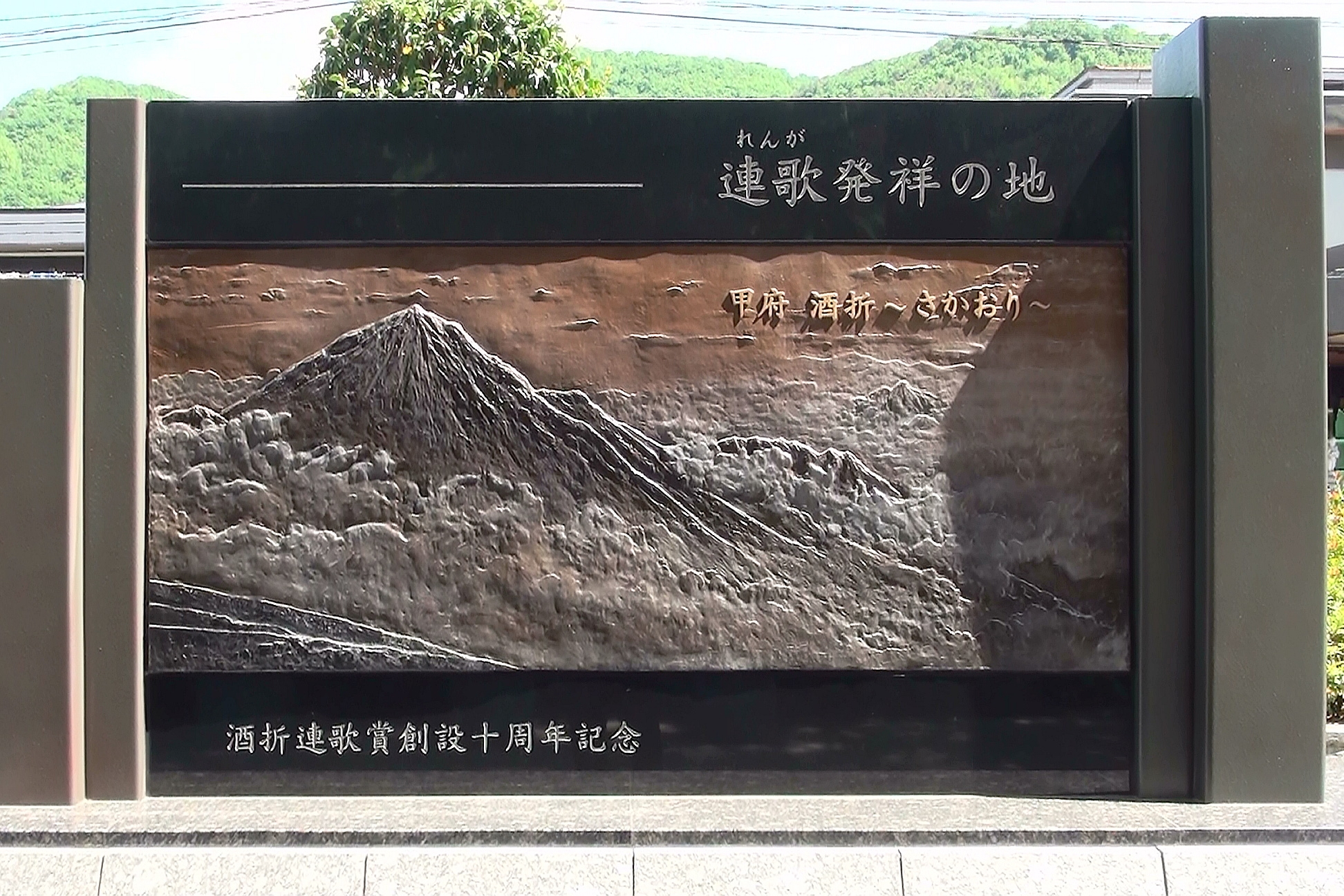
連歌発祥記念碑 （山梨学院大学敷地内）

## 酒折宮を題材とした美術
江戸時代前期には土佐派の土佐光起（1617年 - 1691年）が「酒折連歌図」を描いている。年代不詳、掛軸、絹本着色。光起の落款と白文方印がある。酒折宮伝承に基き、祠の前で馬を引く日本武尊と連歌が描かれている。
江戸後期には天保12年（1841年）に浮世絵師の歌川広重が甲府道祖神祭礼幕絵制作のため甲府城下を訪れ、旅日記の『甲州日記』に多くの甲斐名所のスケッチを記している。この中に酒折宮を描いた図があり、右頁には勝沼宿付近とみられる風景と葡萄の葉が描かれ、左頁には酒折宮の社が描かれている。
江戸期には酒折宮は背後に所在する巴山（伴部山）とともに名所として知られ、嘉永4年（1851年）の『甲斐叢記』に拠れば落石により山肌に巴形が現れ、「巴紋」と称されていたという。嘉永元年（1848年）の歌川国芳『甲斐名所寿古六』では巴紋が現れた巴山を背景にした酒折宮が描かれている。
また、同じく江戸後期には中林竹渓（なかばやしちっけい、1816年 - 1867年）が「酒折宮図」を描いている。「竹渓」の落款、「成業」「紹」の白字方印がある。甲府商家の大木家資料（大木コレクション）として伝存している。樹木に覆われた写実的な鳥居が描かれ、連歌は記されていない。竹渓は名古屋出身の南画家で上方で活躍しているが、甲府の大木家近郊に居住していた南画家の竹邨三陽（たけむらさんよう）は名古屋に遊学した際に竹渓に師事しており、大木家資料にも三陽作品が存在する。このため、本図も三陽を介して大木家に所蔵されたと考えられている。

## 酒折宮を題材とした文学

### 甲斐八景の和歌「酒折夜雨」
江戸時代には和歌を嗜んだ甲府藩主・柳沢吉里により享保年間に「甲府八景和歌」が定められている。「甲府八景」は「甲斐八景」とも呼ばれ、甲斐の8つの名所を京都の公家が詠んだ和歌を指す。彼らはいずれも甲斐を訪れておらず実景を詠んではいないが、冷泉為綱（中納言）が「酒折夜雨」として歌を詠んでいる。

### 樋口一葉『ゆく雲』

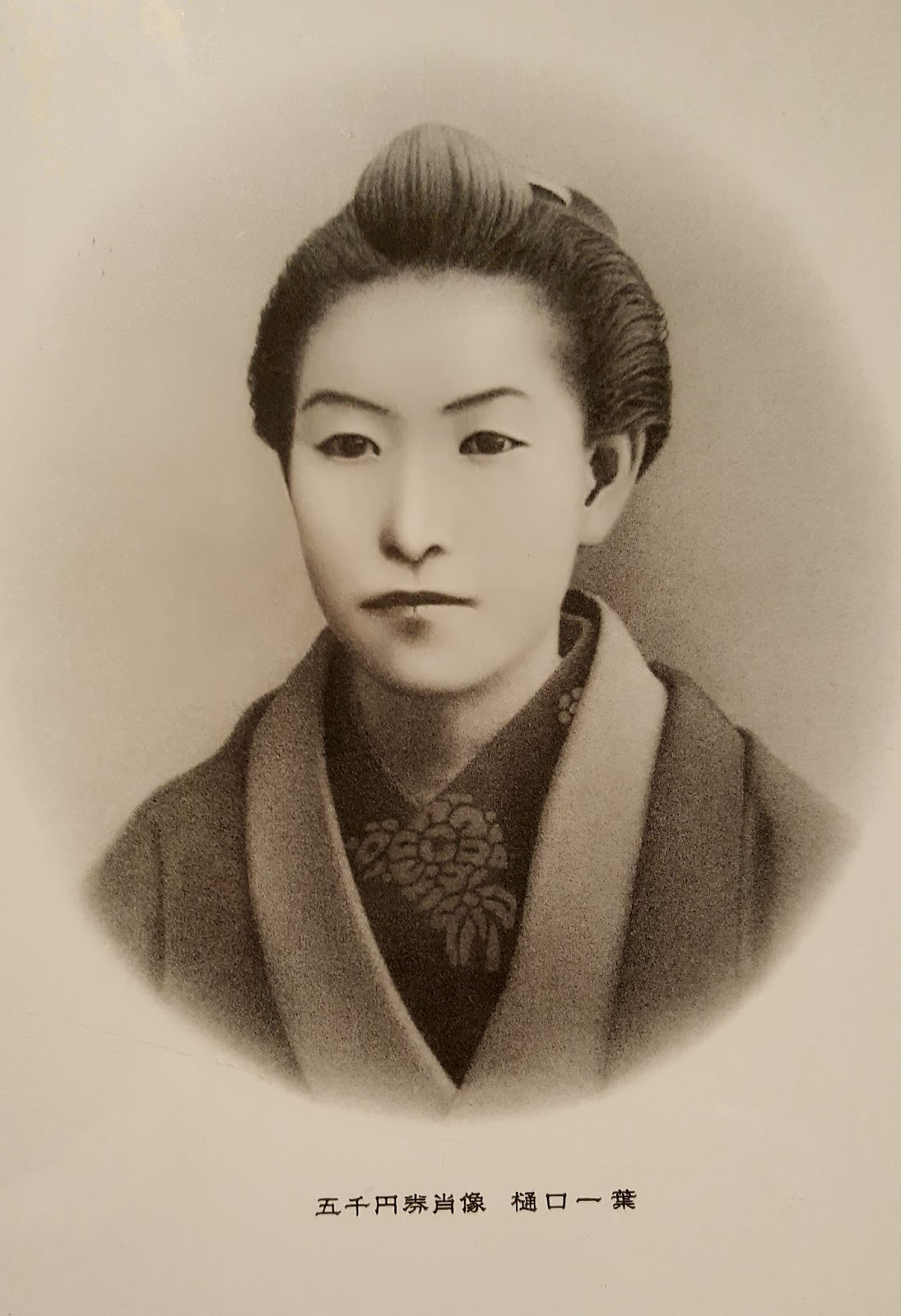
樋口一葉写真

明治期の女流小説家である樋口一葉（1872年 - 1896年）は両親が甲斐国出身で、実家は山梨郡中萩原村重郎原（甲州市塩山）に所在する。一葉自身は東京で出生・養育されたため山梨県を訪れた確実な記録は見られないが、東京で樋口家と関わりのある数多くの甲州人と交流があり、一葉作品には随所に甲斐国の地名や実在の甲州人をモデルにした人物が登場する。
そうした一葉作品の中で酒折宮の地名が登場する作品に『ゆく雲』がある。『ゆく雲』は1895年（明治28年）に博文館の雑誌『太陽』に掲載された短編で、冒頭には酒折宮をはじめ山梨岡神社、猿橋、差出の磯など山梨の名所が登場する。

## 現地情報
所在地
- 山梨県甲府市酒折3-1-13

交通アクセス
- 鉄道
  - 最寄駅：東日本旅客鉄道（JR東日本）中央本線 酒折駅 （徒歩約5分）
- バス
  - 山梨交通・富士急行路線バス、酒折宮入口バス停から徒歩5分

以上の出典：酒折宮公式サイト (sakaorinomiya.jp)
周辺
- 不老園[3]
- 甲斐善光寺